# Echte Motten

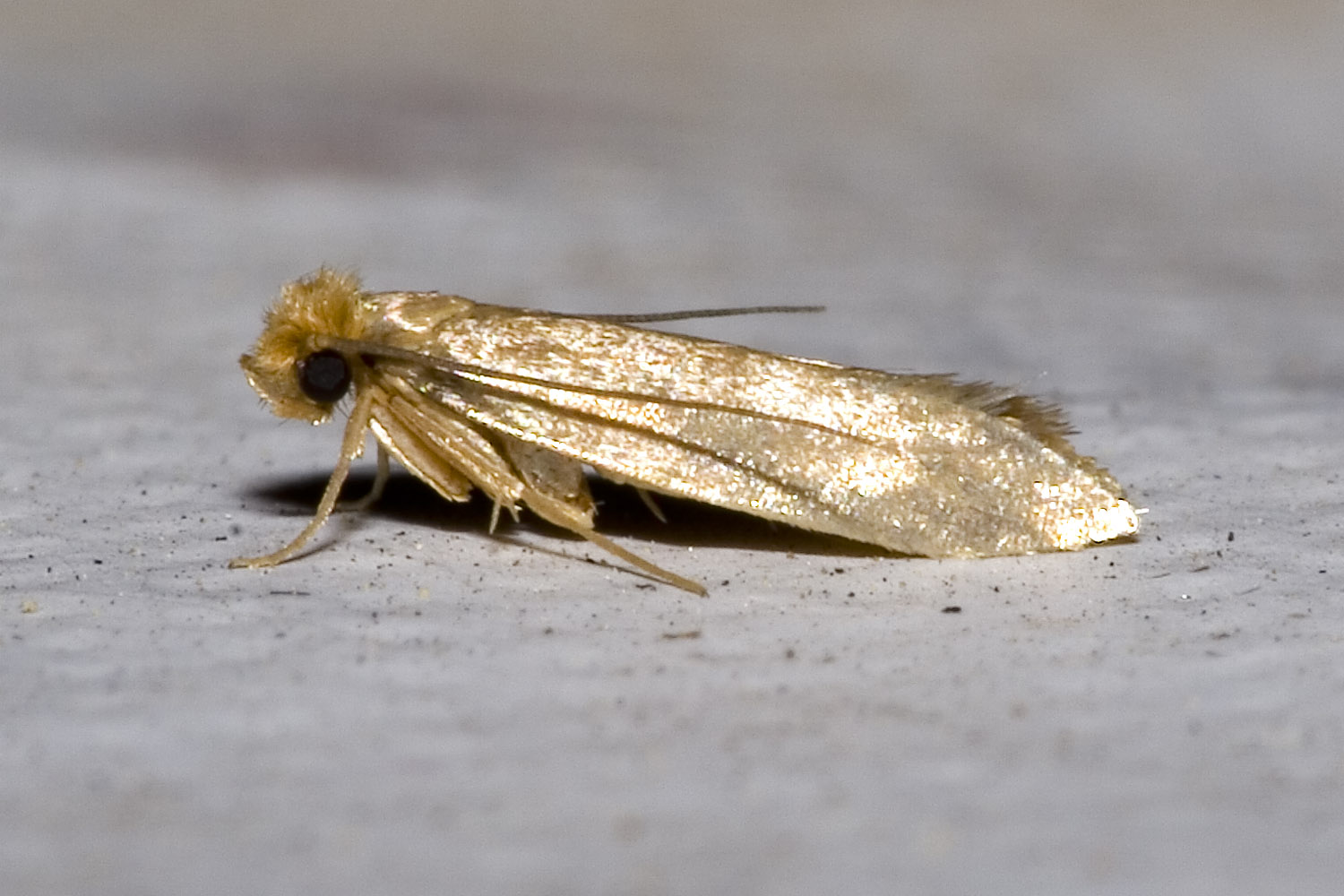
Kleidermotte (Tineola bisselliella)

Die Echten Motten (Tineidae) sind eine Familie der Schmetterlinge (Lepidoptera).

## Merkmale
Die Imagines sind eher klein bis mittelgroß und haben schmale, befranste Flügel. Ihr Saugrüssel ist verkümmert.
Die Raupen leben in Gespinströhren, in welchen ebenfalls die Verpuppung stattfindet. Einige von ihnen sind bedeutende Schädlinge an Vorräten und anderen Materialien im menschlichen Umfeld. Bekanntester Vertreter ist die Kleidermotte (Tineola bisselliella).

## Systematik
Die hier aufgeführten Arten wurden im deutschsprachigen Raum nachgewiesen (D=Deutschland, CH=Schweiz, A=Österreich).

### Familie Echte Motten (Tineidae)
Die Familie der Echten Motten ist im deutschsprachigen Raum mit etwa 80 Arten vertreten, die sich auf neun Unterfamilien verteilen. Sie sind mit über 2000 Arten auf der ganzen Welt verbreitet, in Europa sind etwa 280 Arten aus 13 Unterfamilien beheimatet.

#### Unterfamilie Myrmecozelinae
Zur Unterfamilie Myrmecozelinae gehören:
- Ateliotum hungaricellum Zeller, 1839 D-A
- Cephimallota crassiflavella Bruand, 1851 D-CH-A
- Cephimallota praetoriella (Christoph, 1872) D
- Ceratuncus danubiella (Mann, 1866) A
- Haplotinea ditella (Pierce & Diakonoff, 1938) D-A
- Haplotinea insectella (Fabricius, 1794) D-CH-A
- Myrmecozela ochraceella (Tengström, 1848) CH-A
- Reisserita relicinella Zeller, 1839 A

#### Unterfamilie Meesiinae
Zur Unterfamilie Meesiinae gehören:
- Agnathosia mendicella (Denis & Schiffermüller, 1775) D-CH-A
- Eudarcia confusella (Heydenreich, 1851) D-CH-A
- Eudarcia hedemanni (Rebel, 1899) A
- Eudarcia pagenstecherella Hübner, 1825 D-CH-A
- Infurcitinea albicomella (Stainton, 1851) D-CH-A
- Infurcitinea argentimaculella (Stainton, 1849) D-CH-A
- Infurcitinea atrifasciella (Staudinger, 1871) CH
- Infurcitinea captans Gozmány, 1960 CH-A
- Infurcitinea finalis Gozmány, 1959 A
- Infurcitinea ignicomella (Heydenreich, 1851) D-CH-A
- Infurcitinea roesslerella (Heyden, 1865) D-CH-A
- Ischnoscia borreonella (Millière, 1874) D-CH
- Lichenotinea maculata G. Petersen, 1957 D
- Lichenotinea pustulatella (Zeller, 1852) D-CH-A
- Novotinea muricolella (Fuchs, 1879) D
- Stenoptinea cyaneimarmorella (Millière, 1854) D-CH-A
- Tenaga nigripunctella (Haworth, 1828) CH-A
- Tenaga rhenania (G. Petersen, 1962) D

#### Unterfamilie Dryadaulinae
Zur Unterfamilie Dryadaulinae gehören:
- Dryadaula pactolia Meyrick, 1902 D

#### Unterfamilie Scardiinae
Zur Unterfamilie Scardiinae gehören:
- Montescardia tessulatellus (Lienig & Zeller, 1846) D-CH-A
- Morophaga choragella (Denis & Schiffermüller, 1775) D-CH-A
- Scardia boletella (Fabricius, 1794) D-A

#### Unterfamilie Nemapogoninae
Zur Unterfamilie Nemapogoninae gehören:
- Archinemapogon yildizae Koçak, 1981 D-CH-A
- Nemapogon clematella (Fabricius, 1781) D-CH-A
- Korkmotte (Nemapogon cloacella (Haworth, 1828)) D-CH-A
- Nemapogon falstriella (Haas, 1881) D-A
- Nemapogon fungivorella (Benander, 1939) D-CH-A
- Nemapogon gliriella (Heyden, 1865) D-CH
- Nemapogon granella (Linnaeus, 1758) D-CH-A
- Nemapogon gravosaellus G. Petersen, 1957 A
- Nemapogon inconditella (D. Lucas, 1956) D-A
- Nemapogon nigralbella (Zeller, 1839) D-A
- Nemapogon picarella (Clerck, 1759) D-CH-A
- Nemapogon quercicolella (Zeller, 1852) D-A
- Nemapogon ruricolella (Stainton, 1859) D-CH-A
- Nemapogon variatella (Clemens, 1859) D-CH-A
- Nemapogon wolffiella Karsholt & Nielsen, 1976 D-CH-A
- Nemaxera betulinella (Paykull, 1785) D-A
- Neurothaumasia ankerella (Mann, 1867) D-A
- Triaxomasia caprimulgella (Stainton, 1851) D-CH-A
- Triaxomera fulvimitrella (Sodoffsky, 1830) D-CH-A
- Triaxomera parasitella (Hübner, 1796) D-CH-A

#### Unterfamilie Tineinae
Zur Unterfamilie Tineinae gehören:
- Elatobia fuliginosella (Lienig & Zeller, 1846) D-CH-A
- Monopis burmanni G. Petersen, 1979 A
- Monopis crocicapitella (Clemens, 1859) D-CH-A
- Monopis fenestratella (Heyden, 1863) D-A
- Monopis imella (Hübner, 1813) D-CH-A
- Monopis laevigella (Denis & Schiffermüller, 1775) D-CH-A
- Monopis monachella (Hübner, 1796) D-CH-A
- Monopis nigricantella (Millière, 1872) D
- Monopis obviella (Denis & Schiffermüller, 1775) D-CH-A
- Monopis weaverella (Scott, 1858) D-CH-A
- Montetinea tenuicornella (Klimesch, 1942) CH
- Niditinea fuscella (Linnaeus, 1758) D-CH-A
- Niditinea striolella (Matsumura, 1931) D-CH-A
- Niditinea truncicolella (Tengström, 1848) D-CH
- Tinea columbariella Wocke, 1877 D-CH-A
- Tinea dubiella Stainton, 1859 D-CH
- Tinea flavescentella Haworth, 1828 D-A
- Tinea murariella Staudinger, 1859 CH
- Tinea nonimella (Zagulajev, 1955) A
- Tinea pallescentella Stainton, 1851 D-A
- Pelzmotte (Tinea pellionella Linnaeus, 1758) D-CH-A
- Tinea semifulvella Haworth, 1828 D-CH-A
- Tinea steueri G. Petersen, 1966 D
- Tinea translucens Meyrick, 1917 D-A
- Tinea trinotella Thunberg, 1794 D-CH-A
- Kleidermotte (Tineola bisselliella (Hummel, 1823)) D-CH-A
- Tapetenmotte (Trichophaga tapetzella (Linnaeus, 1758)) D-CH-A

#### Unterfamilie Hieroxestinae
Zur Unterfamilie Hieroxestinae gehören:
- Euplocamus anthracinalis (Scopoli, 1763) D-CH-A
- Oinophila v-flava (Haworth, 1828) CH-A

#### Unterfamilie Euplocaminae
Zur Unterfamilie Euplocaminae gehören:
- Euplocamus anthracinalis (Scopoli, 1763) D-CH-A

#### Unterfamilie Teichobiinae
Zur Unterfamilie Teichobiinae gehören:
- Psychoides verhuella Bruand, 1853 D-CH-A